# Torretta
Torretta est une commune italienne de la province de Palerme, dans la région Sicile.
Torreta a un nom en langue arbërisht (langue des Arbëresh, installés dans la région au XVe siècle), Turreta. La culture arbëresht a toutefois disparu du village.

## Administration
| Période                                  | Période | Identité | Étiquette | Qualité |
| ---------------------------------------- | ------- | -------- | --------- | ------- |
|                                          |         |          |           |         |
| Les données manquantes sont à compléter. |         |          |           |         |

### Communes limitrophes
Capaci, Carini, Isola delle Femmine, Monreale, Palerme.